# アンドロメダ座2番星
アンドロメダ座2番星（アンドロメダざ2ばんせい、2 Andromedae、2 And）は、アンドロメダ座にある連星系である。視覚的に分離できる連星で、見かけの合成等級は5.1である。ヒッパルコス衛星が測定した年周視差に基づいて計算すると、太陽系からの距離はおよそ420光年である。主星はA型のガス殻星、伴星は変光星とみられる。

## 星系
アンドロメダ座2番星は、1889年にシャーバーン・バーナムによって、二重星であることが発見された。このアンドロメダ座2番星AとBは、離角が0.3秒程度しかないため、大型望遠鏡でなければ観測は難しかったが、位置の測定が進むと連星であると予想され、一周期を公転し終える頃には軌道要素も求まり、連星であることが確実になった。バーナムは、1911年にも、アンドロメダ座2番星 (AB) から90秒離れた位置に、14等星のアンドロメダ座2番星Cを発見した。しかしこちらは、距離、固有運動共にアンドロメダ座2番星 (AB) とは一致せず、見かけだけの関係とみられている。

### 軌道
バーナムの発見以来、ほぼ2周期近く位置測定を続け、見かけの軌道から軌道要素を計算した結果、アンドロメダ座2番星AとBとは、約74年周期で、離心率0.8というかなり細長い軌道を公転しており、軌道長半径は0.23秒で、ヒッパルコスの年周視差を仮定すれば、これは実距離でおよそ29auに相当する。

## 物理的性質
アンドロメダ座2番星AとBは、表面温度がそれぞれおよそ9,000K、7,700Kと見積もられている。また、アンドロメダ座2番星AとBの等級差は約2.3等で、これらからスペクトル型は、アンドロメダ座2番星AがB8/A2 Vで概ねA型主系列星、アンドロメダ座2番星BがF1/F4 VのF型主系列星と推定される。一方、軌道要素からは星系の合計質量が推定され、太陽質量の約4.5倍となる。スペクトル型と合計質量からすると、それぞれの恒星の質量は、アンドロメダ座2番星Aが太陽の約2.7倍、アンドロメダ座2番星Bが太陽の約1.8倍と見積もられる。
アンドロメダ座2番星Aでは、可視光・紫外線のスペクトルで、光球に由来しない成分が多数検出され、一方で彩層起源の輝線がみられないことから、星周物質が存在すると考えられる。一方で、赤外線天文衛星IRASによる観測で赤外超過が検出されていないことから、星周塵はほとんど存在せず、ガス殻星の一種であるとみられる。また、カルシウムの吸収線が赤方偏移しており、その視線速度に変化もみられることから、星周ガスは恒星に向かって落下しているものと考えられる。かつては、アンドロメダ座2番星Aはうしかい座λ型星と言われていたが、その後、違うとみられるようになった。
アンドロメダ座2番星Bは、1960年代から変光星と主張されている。その後も、この星を比較星とする測光観測から、変光星であることが強く示唆されているが、確定した変光星とはなっていない。スペクトル型や振動の時間尺度からすると、アンドロメダ座2番星Bはたて座δ型変光星ではないかと予想された。しかし、アンドロメダ座2番星Bがたて座δ型星だとすると、実際の観測から見積もった変光振幅は小さ過ぎるため、たて座δ型ではなく楕円体状変光星と考えられはじめており、その場合、アンドロメダ座2番星Bの周囲には褐色矮星が存在すると予想される。